# Mormidea ypsilon
Mormidea ypsilon är en insektsart som först beskrevs av Linné 1758.  Mormidea ypsilon ingår i släktet Mormidea och familjen bärfisar. Inga underarter finns listade i Catalogue of Life.